# 269-es busz (Budapest)
A budapesti 269-es jelzésű autóbusz Rákoscsaba vasútállomás és a Színes utca között közlekedik. A járaton mikrobuszok közlekednek, 6 és 9 óra, valamint 14 és 19 óra között fix menetrenddel, egyéb időszakban telebusz rendszerben, csak igény esetén. A viszonylatot a Budapesti Közlekedési Zrt. üzemelteti.

## Története
A Budapesti Közlekedési Központ 2014-ben társadalmi egyeztetésre bocsátotta a rákosmenti buszhálózat átszervezésének tervezetét, amelyben a térség kertvárosi részén három mikrobusz-viszonylat indítása is szerepelt 269-es, 297-es és 298-as jelzéssel. Mindhárom buszjárat funkciója a Budapest–Hatvan vasútvonal valamely térségbeli állomásától, a vonat indulásaihoz igazodva, az ellátatlan térségek bekapcsolása a közösségi közlekedésbe. A 2014 októberében kelt határozat alapján a 269-es viszonylat indítását a kedvezőtlen úthálózati sajátosságok miatt elhalasztották, két társához képest öt éves késéssel, 2019. október 1-jén indult el.

## Útvonala
| Színes utca felé |
| Rákoscsaba vasútállomás vá. – Rákoscsaba utca – Szánthó Géza utca – Göcsej utca – Csabamező utca – Gerecsehida utca – Ebergény utca – Péceli út – Színes utca vá. |
| Rákoscsaba vasútállomás felé |
| Színes utca vá. – Péceli út – Ebergény utca – Gerecsehida utca – Csabamező utca – Göcsej utca – Szánthó Géza utca – Rákoscsaba utca – Rákoscsaba vasútállomás vá. |

## Megállóhelyei
| 0 | Rákoscsaba vasútállomás végállomás | 8 | 98, 176E, 198, 275, 298 482, 504 S80 |
| 2 | Csaba vezér tér                    | 6 | 161, 161E, 169E, 202E, 298           |
| 3 | Pallós utca                        | 4 |                                      |
| 4 | Jókai Mór Általános Iskola         | 3 |                                      |
| 5 | Csabamező utca / Göcsej utca       | 2 |                                      |
| 6 | Ecsedháza köz                      | 2 |                                      |
| 7 | Ede utca                           | 1 |                                      |
| 8 | Ebergény utca                      | ∫ | 169E                                 |
| 9 | Színes utca végállomás             | 0 | 169E                                 |